# Carlota Gooden
Carlota Gooden (ur. 7 czerwca 1936 w Panamie) – panamska lekkoatletka, sprinterka, medalistka igrzysk panamerykańskich, pierwsza kobieta olimpijka z Panamy.

## Kariera sportowa
Urodziła się w rodzinie pracowników zatrudnionych przy budowie Kanału Panamskiego, pochodzących z Barbadosu.
W wieku 15 lat zdobyła złote medale w biegu na 50 metrów, biegu na 100 metrów i sztafecie 4 × 100 metrów na igrzyskach boliwaryjskich w 1951 w Caracas, co zapewniło jej tytuł „Sportowca Roku” w Panamie. Zwyciężyła w biegu na 100 metrów i w sztafecie 4 × 100 metrów na igrzyskach Ameryki Środkowej i Karaibów w 1954 w Meksyku.
Później nie mogła przez kilka lat startować w zawodach międzynarodowych, gdyż ustawodawstwo Panamy ograniczyło obywatelstwo tego kraju do osób pochodzenia latynoskiego.
Powróciła do międzynarodowej rywalizacji podczas igrzysk panamerykańskich w 1959 w Chicago. Zdobyła na nich srebrne medale w biegu na 60 metrów (wspólnie z Barbarą Jones ze Stanów Zjednoczonych, przegrywając tylko z inną Amerykanką Isabelle Daniels) i w sztafecie 4 × 100 metrów (w składzie: Marcela Daniel, Jean Holmes, Silvia Hunte i Gooden) oraz brązowy medal w biegu na 100 metrów (za Amerykankami Lucindą Williams i Wilmą Rudolph).
Wzięła udział w igrzyskach olimpijskich w 1960 w Rzymie, stając się tym samym pierwszą zawodniczką z Panamy startującą w igrzyskach olimpijskich. Odpadła w ćwierćfinale biegu na 100 metrów i eliminacjach sztafety 4 × 100 metrów. Zwyciężyła w biegu na 100 metrów i w sztafecie 4 × 100 metrów (w składzie: Hunte, Gooden, Lorraine Dunn i Holmes) na igrzyskach ibero-amerykańskich w 1960 w Santiago.

## Rekordy życiowe
Rekordy życiowe Carloty Gooden:
- bieg na 100 metrów – 11,6 s (7 sierpnia 1960, Lima)
- bieg na 200 metrów – 24,0 s (14 sierpnia 1960, Lima)